# Tenovo
Tenovo (makedonsky: Теново, albánsky: Tenovë) je vesnice v Severní Makedonii. Nachází se v opštině Brvenica v Položském regionu.

## Historie
Tenovo je poprvé zmíněno v tureckých sčítacích listinách z let 1467/68, kdy čítala 49 rodin, 2 neprovdané ženy a 2 vdovy. Vesnice byla čistě křesťanská.
Podle záznamů Vasila Kančova z roku 1900 zde žilo 305 obyvatel, z toho 170 se hlásilo k makedonské národnosti a 135 k albánské.

## Demografie
Podle sčítání lidu z roku 2021 žije ve vesnici 1 175 obyvatel, etnické skupiny jsou:
- Albánci – 963
- Makedonci – 189
- ostatní – 23